# Amalthea (måne)
Amalthea er en af planeten Jupiters måner: Den blev opdaget 9. september 1892 af Edward Emerson Barnard, i øvrigt som den sidste der blev opdaget ved direkte observation — alle Jupitermåner der er opdaget siden, er blevet fotograferet før det første menneskelige øje så dem. I mange år havde Amalthea ikke noget officielt navn, blot Jupiter V; Jupiters 5. måne, efter det nummereringssystem som Galileo Galilei indførte da han opdagede de fire galileiske måner. Først i 1975 vedtog den Internationale Astronomiske Union at opkalde den efter nymfen Amalthea fra den græske mytologi, selv om navnet blev foreslået af Camille Flammarion og brugt uofficielt adskillige årtier før den officielle vedtagelse.
Amalthea er den største af fire måner der kredser i snævre baner tæt omkring Jupiter, og under ét omtales disse fire måner som Amalthea-gruppen. Den er en irregulær, stærkt rød blok af is eller frosne gasarter; endnu mere rød end Mars. Afhængig af hvor man måler den, har Amalthea en udstrækning på mellem 150 og 270 kilometer, og rundt omkring på denne lille klode ses talrige kratre der er temmelig store i forhold til den lille måne: Det største kaldes Pan, og er 100 kilometer i diameter og 8 kilometer dybt, mens et andet, kaldet Gaea er 80 kilometer i diameter og måske dobbelt så dybt som Pan. Langs kraterkanter og andre ujævnheder ses nogle udpræget grønne partier på overfladen, men man ved ikke noget om hvad de skyldes.
Den uregelmæssige facon fik astronomerne til at gætte på at Amalthea er en temmelig solid klippeblok; hvis den bestod af is eller tilsvarende svage materialer, ville dens egen tyngdekraft have trukket den sammen til noget nærmere kugleform. Hen imod slutningen af rumsonden Galileos mission sendte man sonden tæt forbi Amalthea for at se hvor meget månens tyngdekraft ville afbøje sondens bane, og derigennem bestemme dens masse. Sammenholdt med månens rumfang fik man en overraskende lav massefylde, omtrent det samme som vand-is: Enten er Amalthea en solid klump is, eller også er den en meget løs "grusbunke" med en masse tomme mellemrum mellem "gruspartiklerne". Nylige observationer foretaget med Subaru-teleskopet tyder på at Amalthea faktisk består af is: I så fald er den ikke skabt i den omløbsbane den har nu, for i en fjern fortid har Jupiter været temmelig varm, og ville have smeltet en sådan is-måne. Derfor gætter man på at der er tale om en indfanget småplanet.
Som alle de andre medlemmer af Amalthea-gruppen har Amalthea bunden rotation, dvs. den drejer om sig selv nøjagtig lige så hurtigt som den kredser om Jupiter, med det resultat at den ene af dens "lange ender" altid peger mod Jupiter. Ligesom Io udsender Amalthea mere varme end den modtager fra Solen, og man formoder at dette skyldes den elektriske strøm der skabes når Amalthea bevæger sig igennem Jupiters magnetfelt.
Jupiter-månen Amalthea må ikke forveksles med småplaneten 113 Amalthea